# Stone (vægtenhed)
 For alternative betydninger, se Stone. (Se også artikler, som begynder med Stone)
En stone er en måleenhed, forkortet st, der, indtil den i 1985 blev afskaffet som handelsenhed i Storbritannien, var defineret i lovgivningen som en masse- eller vægt-enhed, svarende til 14 avoirdupois-pund (cirka 6,35 kilo). Enheden blev også brugt i adskillige Commonwealth-lande.
Det kan diskuteres, om den modsvarende enhed i SI-systemet er masseenheden kilogram eller kraftenheden newton.

## Historie
Stonen blev oprindeligt brugt til at veje landbrugsprodukter, og det varierede, hvor mange pund, der gik på en stone, alt efter hvilket produkt, der var tale om, og for nogle produkter varierede det også over tid og sted. Kartofler blev således traditionelt solgt i enheder af en hel og en halv stone (14 og 7 pund), men Oxford English Dictionary har en række eksempler:
| Vare                 | Antal pund |
| -------------------- | ---------- |
| Uld                  | 14, 15, 24 |
| Voks                 | 12         |
| Sukker og krydderier | 8          |
| Oksekød og lammekød  | 8          |

Et andet eksempel er definitionen i 1772-udgaven af Encyclopaedia Britannica, som nævner, at en stone oksekød i London svarede til otte pund, mens enheden i Hertfordshire svarede til 12 pund og i Skotland 15 pund.

## Nutidig brug
Weights and Measures Act fra 1985 forbød udtrykkeligt brugen af stonen som handelsenhed, men den er stadig almindeligt benyttet i Storbritannien og Irland som vægtenhed for kropsvægt. I disse lande er det således almindeligt at beskrive sin vægt som eksempelvis "11 stone 4" (11 stones og 4 pund), snarere end "72 kilo", som man ville i mange lande, eller "158 pounds", som er normen i USA og Canada.

## Eksternt link
- UK: The Units of Measurement Regulations 1995